# Mafra Airport
Mafra Airport är en flygplats i Brasilien.   Den ligger i kommunen Mafra och delstaten Santa Catarina, i den södra delen av landet, 1 200 km söder om huvudstaden Brasília. Mafra Airport ligger 816 meter över havet.
Terrängen runt Mafra Airport är platt. Närmaste större samhälle är Mafra, 5,9 km nordost om Mafra Airport.
I omgivningarna runt Mafra Airport växer huvudsakligen savannskog. Runt Mafra Airport är det mycket glesbefolkat, med 7 invånare per kvadratkilometer.